# Chile continental

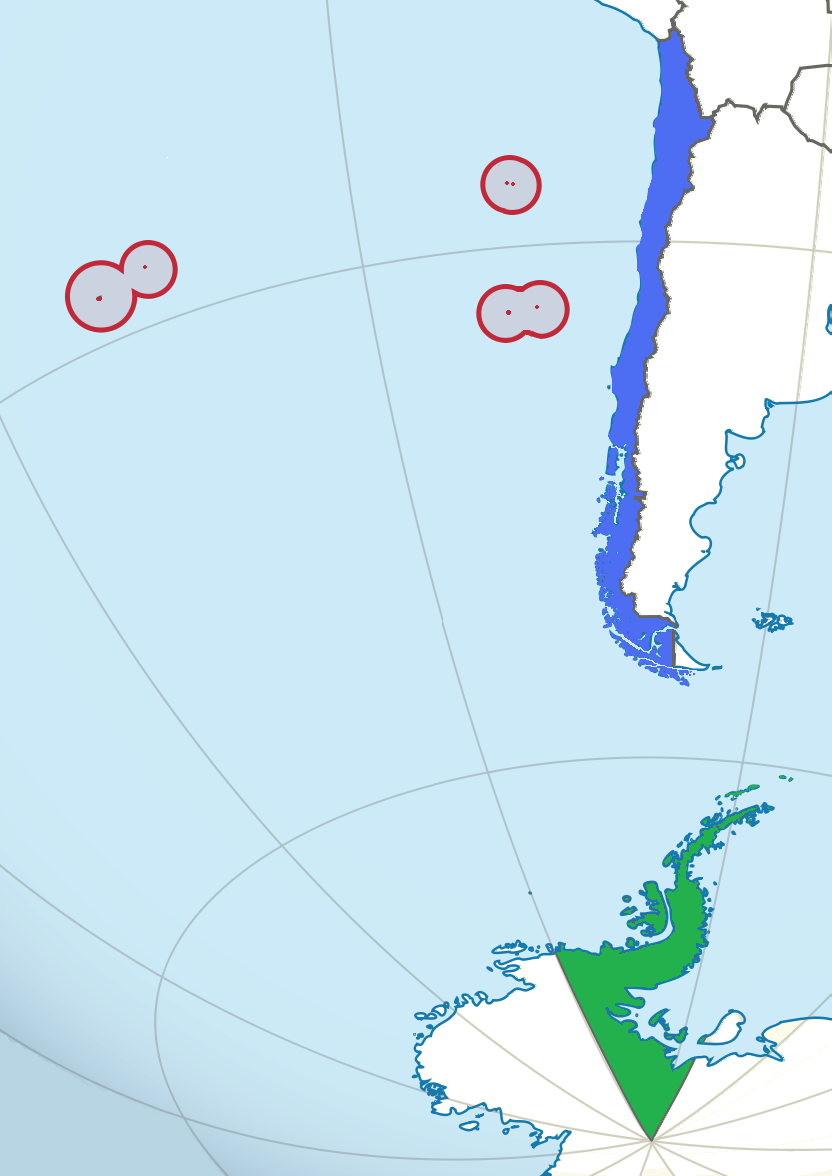
Mapa de las tres áreas en que se divide el territorio chileno:
En azul: Chile continental.
En rojo: Chile insular.
En verde: Chile Antártico.

Chile continental  es la denominación que recibe el territorio de Chile ubicado en la plataforma continental de América del Sur. Este término sirve para diferenciar a la zona sudamericana tanto de los territorios insulares, conocidos como Chile insular, como del Territorio Antártico Chileno. La existencia de estas tres zonas de soberanía chilena efectiva o reivindicada es la que sustenta el principio de tricontinentalidad existente en dicho país.
Además, este término permite especificar los husos horarios en Chile. De esta forma, Chile continental (excepto regiones de Aysén y Magallanes, UTC–3), junto al archipiélago Juan Fernández y las islas Desventuradas, se ubica en el huso UTC–4, mientras que la isla de Pascua y la isla Sala y Gómez, ambas en la Polinesia, están con dos horas de diferencia (UTC–6).
Chile continental tiene una superficie de 756 770 km², equivalentes al 99,976 % de la superficie total del país bajo administración. Sin embargo, considerando la reclamación en la Antártida, este porcentaje disminuye a solo el 37,71 % de la superficie nacional.
En cuanto a la población, según el censo de 2012, tenía un total de 16 634 603 habitantes.